# Norops naufragus
Norops naufragus este o specie de șopârle din genul Norops, familia Polychrotidae, descrisă de Campbell, Hillis și Lamar 1989. Conform Catalogue of Life specia Norops naufragus nu are subspecii cunoscute.